# Jennifer Azzi
Jennifer Lynn Azzi (Oak Ridge, 31 augustus 1968) is een voormalig Amerikaans basketballer en basketbalcoach. Zij won met het Amerikaans basketbalteam de gouden medaille op de Olympische Zomerspelen 1996.

## Biografie

### Na Europa via de ABL naar deWNBA.
Azzi speelde voor het team van de Stanford-universiteit, waar ze in 1990 het landelijke NCAA-kampioenschap won. Ze begon haar professionele carrière in Europa met passages bij SISV Viterbo, USV Olympic en Arvika Basket voordat ze in 1996 in de American Basketball League voor de San Jose Lasers ging spelen. In 1999 stelde Azzi zich kandidaat voor de allereeste WNBA draft. Ze werd in deze draft als vijfde uitgekozen door de Detroit Shock. In 1999 maakte zij haar WNBA-debuut voor Detroit waarmee ze in haar debuutseizoen de playoffs zou bereiken. Net voor de start van het seizoen werd Azzi op 24 april 2000 geruild naar de Utah Starzz waarvoor ze 4 seizoenen speelde.

### Succesvol met hetAmerikaans basketbalteam
In 1990 maakte Azzi deel uit van de Amerikaanse selectie voor het WK in Kuala Lumpur. In de finale waren de VS te sterk voor Joegoslavië. Op het Wereldkampioenschap basketbal in 1994 behaalde Azzi met haar landgenoten de bronzen medaille. In 1996 nam Azzi ook deel aan de Olympische Spelen in Atlanta. Tijdens deze Olympische Zomerspelen speelde zij mee in alle wedstrijden, inclusief de finale tegen Brazilië die met 87-111 cijfers winnend werd afgesloten. Gedurende deze wedstrijden scoorde zij 47 punten. Ook won ze met het nationale team het Wereldkampioenschap basketbal in 1998.
Na haar carrière als speler was zij werkzaam als coach voor het team van de Universiteit van San Francisco. Azzi werd in 2009 toegevoegd aan de Women’s Basketball Hall of Fame.

## Statistieken

### Regulier seizoen WNBA
| Seizoen  | Team                     | WG  | WS  | MPW  | 2P%  | 3P%  | FW%  | RPW | APW | SPW | BPW | PPW  |
| -------- | ------------------------ | --- | --- | ---- | ---- | ---- | ---- | --- | --- | --- | --- | ---- |
| 1999     | Detroit Shock            | 28  | 19  | 29,9 | 51,4 | 51,7 | 82,7 | 2,2 | 3,8 | 0,9 | 0,1 | 10,8 |
| 2000     | Utah Starzz              | 15  | 15  | 37,3 | 45,2 | 41,7 | 93,0 | 2,7 | 6,1 | 0,8 | 0,3 | 9,6  |
| 2001     | Utah Starzz              | 32  | 32  | 37,7 | 40,8 | 51,4 | 91,7 | 3,1 | 5,3 | 0,7 | 0,3 | 8,6  |
| 2002     | Utah Starzz              | 32  | 32  | 36,0 | 46,0 | 44,6 | 79,8 | 2,2 | 4,9 | 0,8 | 0,4 | 9,6  |
| 2003     | San Antonio Silver Stars | 34  | 34  | 33,4 | 40,3 | 40,2 | 78,5 | 2,7 | 3,3 | 0,8 | 0,3 | 7,6  |
| Carrière | Carrière                 | 141 | 132 | 34,7 | 44,5 | 45,8 | 84,5 | 2,6 | 4,5 | 0,8 | 0,3 | 9,1  |

### Play-offs WNBA
| Seizoen  | Team          | WG | WS | MPW  | 2P%  | 3P%  | FW%  | RPW | APW | SPW | BPW | PPW |
| -------- | ------------- | -- | -- | ---- | ---- | ---- | ---- | --- | --- | --- | --- | --- |
| 1999     | Detroit Shock | 1  | 1  | 40,0 | 15,4 | 16,7 | -    | 5,0 | 3,0 | 0,0 | 1,0 | 5,0 |
| 2000     | Utah Starzz   | 2  | 2  | 37,5 | 25,0 | 28,6 | 1,0  | 1,5 | 5,0 | 0,5 | 0,5 | 4,5 |
| 2002     | Utah Starzz   | 5  | 5  | 37,2 | 39,4 | 36,8 | 87,5 | 2,6 | 6,8 | 0,8 | 1,0 | 8,0 |
| Carrière | Carrière      | 8  | 8  | 37,6 | 31,0 | 31,3 | 88,9 | 2,6 | 5,9 | 0,6 | 0,9 | 6,8 |